# O Amigo da Minha Amiga
L'ami de mon amie (br / pt: O Amigo da Minha Amiga) é um filme francês de 1987, do gênero comédia, realizado por Eric Rohmer. 

## Sinopse
Blanche é uma jovem secretária que fica amiga de Lea, uma técnica de computadores. Lea está namorando Fabien, e Blanche neste momento não está com ninguém. Até que ela conhece Alexandre, um belo engenheiro por quem se apaixona de imediato. Porém, quando Lea acaba com Fabien, ele começa a demonstrar um forte interesse por Blanche.

## Elenco
- Emmanuelle Chaulet .... Blanche
- Sophie Renoir .... Lea
- Anne-Laure Meury .... Adrienne
- Eric Viellard .... Fabien
- François-Eric Gendron .... Alexandre

## Complemento de ficha técnica
- Estúdio: Les Films du Losange / Animation, Art Graphique, Audiovisuel
- Distribuição: Orion Classics / Filmes do Estação
- Argumento: Eric Rohmer
- Produção: Margaret Ménégoz
- Música: Jean-Louis Valéro
- Fotografia: Bernard Lutic
- Desenho de Produção: Sophie Mantigneux
- Edição: Maria Luisa Garcia

## Prémios e nomeações
Recebeu duas nomeações ao César, nas categorias de melhor argumento e melhor revelação feminina (Sophie Renoir).